# Ding Ling
Ding Ling (chinês: 丁玲, pinyin: Dīng Líng, Wade-Giles: Ting Ling) (Linli, China; 12 de outubro de 1904 - Pequim; 4 de março de 1986) foi uma escritora chinesa contemporânea. Suas obras mais famosas são as novelas: O Diário da senhorita Sofia e O sol brilha sobre o rio Sangkan.
Escritora comprometida com a causa comunista, Ding Ling foi membro da Liga de escritores de Esquerda e, desde 1933, do Partido Comunista Chinês. Em muitas de suas obras aborda a problemática da situação da mulher na sociedade chinesa.